# 랜들 개릿
랜달 개릿(Randall Garrett, 1927년 12월 16일~1987년 12월 31일)은 미국의 과학 소설, 판타지 작가, 소설가이다. 대한민국에도 번역된 다아시 경 시리즈가 대표작이다.

## 약력
- 1944년 데뷔한 이후 유명 편집자 존 캠벨 Jr. 아래서 수많은 작품을 발표했다. 1964년 다아시 경 시리즈의 첫작 '두 눈은 보았다'를 선보였다.
- 1979년 뇌염에 걸린 이후 오랜 투병 생활 끝에 1987년 영면했다.
- 1999년 다아시 경 시리즈로 사이드와이즈상 대체역사부문 특별공로상을 받았다.

## 작품 목록

### 대한민국 번역 작품
- 다아시 경의 모험
- 셰르부르의 저주
- 마법사가 너무 많다
- 나폴리 특급 살인

## 같이 보기
- 그리폰 북스
- 행복한책읽기